# John Herbert Orr
John Herbert Orr (19. August 1911 – 6. Mai 1984) war ein US-amerikanischer Unternehmer aus Alabama und Gründer von Orradio Industries Inc., einem Hersteller von Tonband.

## Leben
Im Jahr 1945 gehörte Orr zu den Geheimdienstmitarbeitern der US-Armee, die diese ursprünglich im Deutschland der 1930er Jahre entwickelten Technologie untersuchten. So wurde behauptet, General Dwight D. Eisenhower wollte 1945 eine Nachricht an das deutsche Volk aufnehmen, die er mit erbeutetem deutschen Tonband machte. Das Band wurde jedoch nicht vollständig gelöscht und die Stimme von Hitler wäre zeitweilig in Eisenhowers Aufzeichnung zu hören gewesen. Eisenhower ordnete an, dass kein Band wiederverwendet werden durfte und befahl dem Major John Herbert Orr, gefangene deutsche Wissenschaftler heranzuziehen, um eine amerikanische Tonbandfabrik zu bauen. Zu dieser Zeit war das Medium Papierband, aber die deutschen Ingenieure hatten bereits mit einem Plastikband experimentiert und lieferten Major Orr die gewonnenen Erkenntnisse, was die Grundlage der späteren Ton- und Videoaufzeichnungsindustrie bildete. Als die deutschen Ingenieure Orr ihre Studien über das Plastikband übergaben, befand sich der einzige Ort, an dem dieses Material produziert wurde, in Europa. Es war eine Fabrik, die Damen-Geldbeutel aus Kunstleder herstellte. 
Orrs erlangtes Wissen ermöglichte es ihm, im Jahr 1949 die Firma Orradio zu gründen. Orradio produzierte weltweit das erste kommerziell erhältliche Tonband, Videoband und Daten-Magnetband. In den späten 1950er Jahren stiegen die Verkaufszahlen rasant. Das Unternehmen wurde vom größeren Mitbewerber Ampex aufgekauft als man dort im Jahr 1959 erkannt hatte, dass es billiger kam, die Produktionsanlage selbst zu besitzen als weiterhin nur das produzierte Band einzukaufen. 
Nach dem Verkauf des Unternehmens gründete Orr die Firma OrrTronics, die das rückseitig mit Schmierung beschichtete Band entwickelte und in Endloskassetten wie der „Orrtronic Tapette“ einsetzte. Diese wurde in Versionen für den Heim- und automobilen, sowie den professionellen Gebrauch produziert, zunächst als ein Einspur-Mono-Band entwickelt, das als die „Cart“ (NAB-Cartridge) für Radiosender in Produktion gegangen war und später zu zweispurigen Mono- und Stereo-Versionen weiterentwickelt.
OrrTronics wurde später an Delco Battery verkauft; Orr Inc. ging an die Orrox Corporation, die sich auf Festplattenkontroller spezialisiert hatte, sowie auf das Generalüberholen von Quadruplex-Aufnahmeköpfen und computerbasierten Videoband-Bearbeitungssystemen für Fernsehsender und Postproduktionshäuser. Die später produzierten CMX Systeme waren über Jahre das bevorzugte Schnittsystem für 80 % aller auf Videobändern gedrehten Fernsehsendungen. 
Orr zog sich 1976 von Orrox zurück und gründete die Orr Proprietorship, die Aufnahmen von alten Tonträger-Zylindern bis zu den Tonbandaufnahmen der 1960er Jahre auf ein modernes Band zur Konservierung übertrugen.
Orr erlag 1984 einem Herzinfarkt, als er an einem Sonntagnachmittag mit seiner Schwester im Auto unterwegs war.

## Dokumentationen
Im Jahr 2005 berichtete die Dokumentationsserie History Detectives auf PBS in der Staffel 3, Episode 6:„Car Tape Deck“ (Auto-Kassettendeck) über Orr und sein Wirken in der Magnetbandindustrie. 